# Nuoto ai XVII Giochi paralimpici estivi - Uomini 50 metri dorso
Le gare di nuoto 50 metri dorso maschili ai XVII Giochi paralimpici estivi si sono svolte tra il 31 agosto e il 7 settembre 2024 alla Paris La Défense Arena.

## Programma
Sono stati disputati 5 eventi, articolati in una serie di batterie di qualificazione in mattinata; la finale è stata disputata nel pomeriggio/sera del medesimo giorno. Ha fatto eccezione la classe S1, di cui è stata disputata direttamente la finale.
| S1 |   | F |  |  |   |   |   |   |  |  |  |  |  |  |   |   |
| S2 | B | F |  |  |   |   |   |   |  |  |  |  |  |  |   |   |
| S3 |   |   |  |  | B | F |   |   |  |  |  |  |  |  |   |   |
| S4 |   |   |  |  |   |   |   |   |  |  |  |  |  |  | B | F |
| S5 |   |   |  |  |   |   | B | F |  |  |  |  |  |  |   |   |

| M | mattina | P | pomeriggio/sera |

| B | Batterie | F | Finale per medaglia d'oro |

## Risultati
Tutti i tempi sono espressi in minuti e secondi.

### S1
La gara si è svolta il 31 agosto 2024.
| Pos. | Atleta                       | Nazione | Tempo   | Note |
| ---- | ---------------------------- | ------- | ------- | ---- |
|      | Kamil Otowski                | Polonia | 1:07,95 |      |
|      | Francesco Bettella           | Italia  | 1:13,90 |      |
|      | Anton Kol                    | Ucraina | 1:14,44 |      |
| 4    | Jose Ronaldo da Silva        | Brasile | 1:17,24 |      |
| 5    | Dimitrios Karypidis          | Grecia  | 1:31,50 |      |
| 6    | Nikolaos Kontou              | Grecia  | 1:37,48 |      |
| 7    | Miguel Angel Navarro Riofrio | Spagna  | 1:54,58 |      |

### S2
Le gare si sono svolte il 31 agosto 2024.
| Pos. | Atleta                             | Nazione                     | Tempo   | Note                |
| ---- | ---------------------------------- | --------------------------- | ------- | ------------------- |
|      | Gabriel Geraldo dos Santos Araujo  | Brasile                     | 0:50,93 | Record panamericano |
|      | Vladimir Danilenko                 | Atleti Paralimpici Neutrali | 0:57,54 |                     |
|      | Alberto Caroly Abarza Diaz         | Cile                        | 0:58,12 |                     |
| 4    | Jacek Czech                        | Polonia                     | 0:59,36 |                     |
| 5    | Cristopher Gregorio Tronco Sanchez | Messico                     | 1:04,15 |                     |
| 6    | Roman Bondarenko                   | Ucraina                     | 1:04,94 |                     |
| 7    | Rodrigo Santillan                  | Perù                        | 1:07,60 |                     |
| 8    | Jesus Rey Lopez Cervantes          | Messico                     | 1:08,56 |                     |

### S3
Le gare si sono svolte il 2 settembre 2024.
| Pos. | Atleta                   | Nazione   | Tempo   | Note             |
| ---- | ------------------------ | --------- | ------- | ---------------- |
|      | Denys Ostapchenko        | Ucraina   | 0:45,16 |                  |
|      | Josia Tim Alexander Topf | Germania  | 0:47,06 |                  |
|      | Serhii Palamarchuk       | Ucraina   | 0:50,48 |                  |
| 4    | Vincenzo Boni            | Italia    | 0:50,73 |                  |
| 5    | Diego Lopez Diaz         | Messico   | 0:52,77 |                  |
| 6    | Daniel Ferrer Robles     | Spagna    | 0:53,09 |                  |
| 7    | Umut Ünlü                | Turchia   | 0:53,17 |                  |
| 8    | Ahmed Kelly              | Australia | 0:54,96 | Record oceaniano |

### S4
Le gare si sono svolte il 7 settembre 2024.
| Pos. | Atleta                         | Nazione                     | Tempo   | Note |
| ---- | ------------------------------ | --------------------------- | ------- | ---- |
|      | Roman Zhdanov                  | Atleti Paralimpici Neutrali | 0:42,30 |      |
|      | Angel de Jesus Camacho Ramirez | Messico                     | 0:42,70 |      |
|      | Arnost Petracek                | Rep. Ceca                   | 0:43,96 |      |
| 4    | Cameron Leslie                 | Nuova Zelanda               | 0:44,20 |      |
| 5    | Zou Liankang                   | Cina                        | 0:45,44 |      |
| 6    | Dmytro Vynohradets             | Ucraina                     | 0:46,32 |      |
| 7    | Matz Topkin                    | Estonia                     | 0:47,03 |      |
| 8    | Jesus Hernandez Hernandez      | Messico                     | 0:47,10 |      |

### S5
Le gare si sono svolte il 3 settembre 2024.
| Pos. | Atleta                      | Nazione  | Tempo   | Note |
| ---- | --------------------------- | -------- | ------- | ---- |
|      | Yuan Weiyi                  | Cina     | 0:32,47 |      |
|      | Guo Jincheng                | Cina     | 0:33,02 |      |
|      | Wang Lichao                 | Cina     | 0:33,06 |      |
| 4    | Samuel da Silva de Oliveira | Brasile  | 0:35,16 |      |
| 5    | Yaroslav Semenenko          | Ucraina  | 0:35,52 |      |
| 6    | Eigo Tanaka                 | Giappone | 0:36,24 |      |
| 7    | Kaede Hinata                | Giappone | 0:38,23 |      |
| 8    | Antoni Ponce Bertran        | Spagna   | 0:38,46 |      |